# Przegrody
Przegrody est une localité polonaise de la gmina de Łopuszno, située dans le powiat de Kielce en voïvodie de Sainte-Croix.